# 克拉馬思河砂棲七鰓鰻
克拉馬思河砂棲七鰓鰻（學名：Entosphenus similis），為圓口綱七鰓鰻目七鰓鰻科砂棲七鰓鰻屬的一種，分布於北美洲美國加利福尼亞州北部及奧勒岡州南部的克拉馬斯河和克拉馬斯湖流域，成魚口上板，單尖齒3顆，中齒小於側齒；口下板，單尖齒5-6顆，2排前葉，第一排前牙，4-5 顆單尖牙；外側不成排出現，但每邊可能有1或2個；後牙1排，有牙齒16-20顆，其中0-15顆為雙尖牙，其餘為單尖牙；橫舌板，單尖齒20-29顆，中尖齒稍微擴大；縱向舌板，每片有24-33顆單尖齒，背部、側面和腹側為深棕色，背鰭2個，尾鰭鏟形，體長可達27公分，棲息在沙石底質的溪流和湖泊，幼魚為濾食性動物，成年為寄生型，會吸附在鱒魚等身上吸食體液，生活習性不明。